# フランドル楽派
フランドル楽派（ - がくは）は、15世紀後半から16世紀、フランドルを中心に活躍したルネサンス音楽を代表する作曲家達である。15世紀中頃にルネサンス音楽を開拓したブルゴーニュ楽派と合わせて、かつてはネーデルランド楽派と呼ばれていた。
15世紀のデュファイに始まるブルゴーニュ楽派を引き継ぎ、16世紀中期になるとフランドルだけでなくイタリアを始めヨーロッパ全体で支配的な地位を占めるようになった。つまり、フランドル楽派の様式は、ヨーロッパ全体に普遍的な様式となり、それが次のバロック音楽を準備した。ヨハネス・オケゲム（1430頃 - 1495）、ヤーコプ・オブレヒト（1450頃 - 1505）、ジョスカン・デ・プレ（1455頃 - 1521）、ハインリヒ・イザーク（1450頃 - 1517）、ピエール・ド・ラ＝リュー（1460頃 - 1518）がフランドルを中心に活躍した。後期になると、ニコラ・ゴンベール（1495頃 - 1560）、クレメンス・ノン・パパ（1510頃 - 1556）、アドリアン・ヴィラールト（1480頃 - 1562）、ジャック・アルカデルト（1514頃 - 1562）、チプリアーノ・デ・ローレ（1516 - 1565）、オルランド・ディ・ラッソ（1532頃 - 1594)らが活躍した。フランドル生まれのアドリアン・ヴィラールトは、イタリアでヴェネツィア楽派を創立し、17世紀になってバロック音楽を開拓したモンテヴェルディにつながる。
その音楽技法は、それぞれの声部が対等の価値をもちお互いに旋律要素を模倣しあいながら展開していく通模倣様式が用いられた。和声では、デュファイらのブルゴーニュ楽派が3声での書法が中心だったが、フランドル楽派は4声のポリフォニーによる楽曲を作った。ミサ、モテット、シャンソンが主な作品であるが、とりわけオケゲム、ジョスカン・デ・プレ、ラッソによるミサ曲はこの時代を代表する音楽作品となっている。15世紀は厳格なカノン的書法が優勢だが、16世紀にはこの傾向は廃れて、自由な模倣形式へと進化した。